# Heureux Anniversaire
Heureux Anniversaire é um filme de drama em curta-metragem francês de 1962 dirigido e escrito por Pierre Étaix. Venceu o Oscar de melhor curta-metragem em live action na edição de 1963.

## Elenco
- Robert Blome
- Pierre Étaix
- Lucien Frégis
- Laurence Lignières
- Georges Loriot
- Ican Paillaud
- Nono Zammit